# Cementerio de la Confraternidad (Sebastopol)

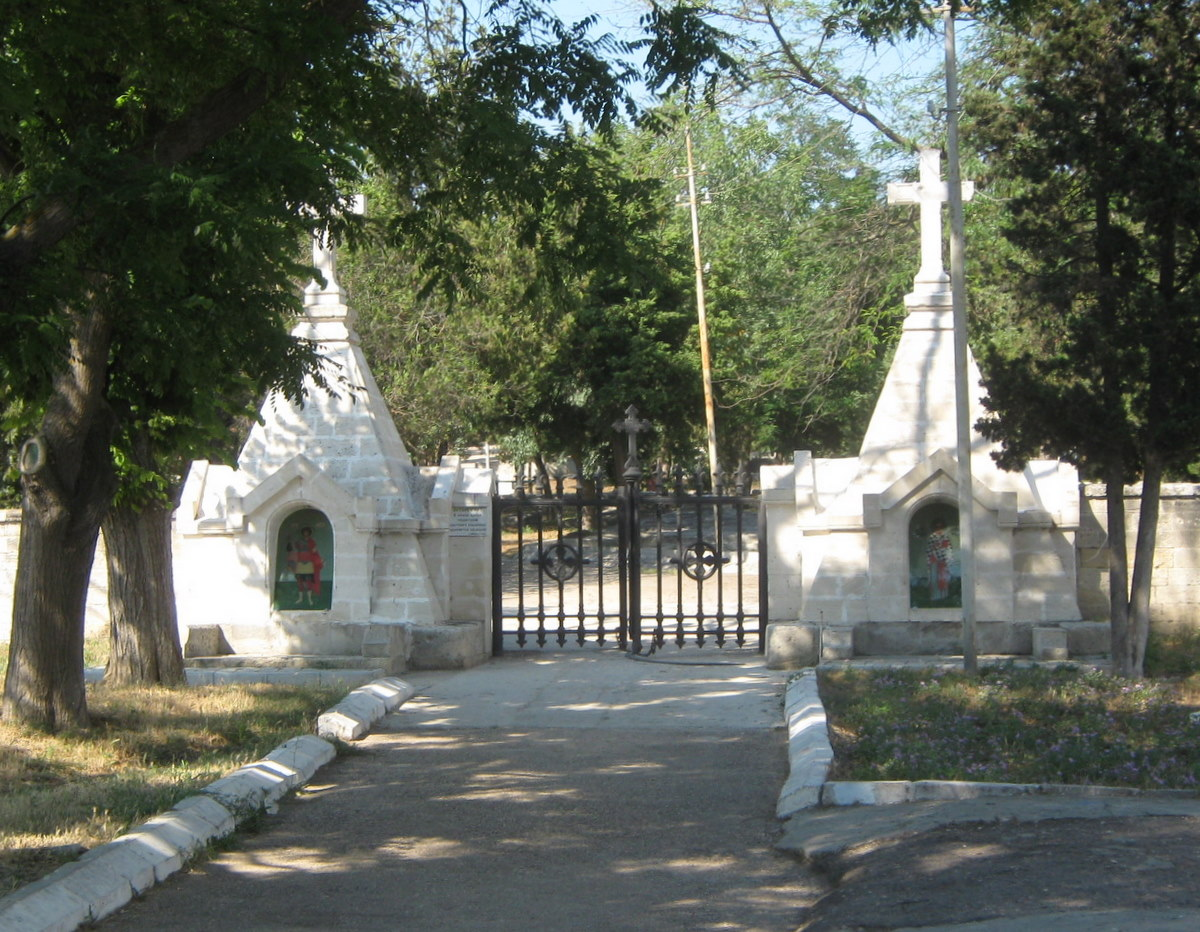
Entrada principal al cementerio

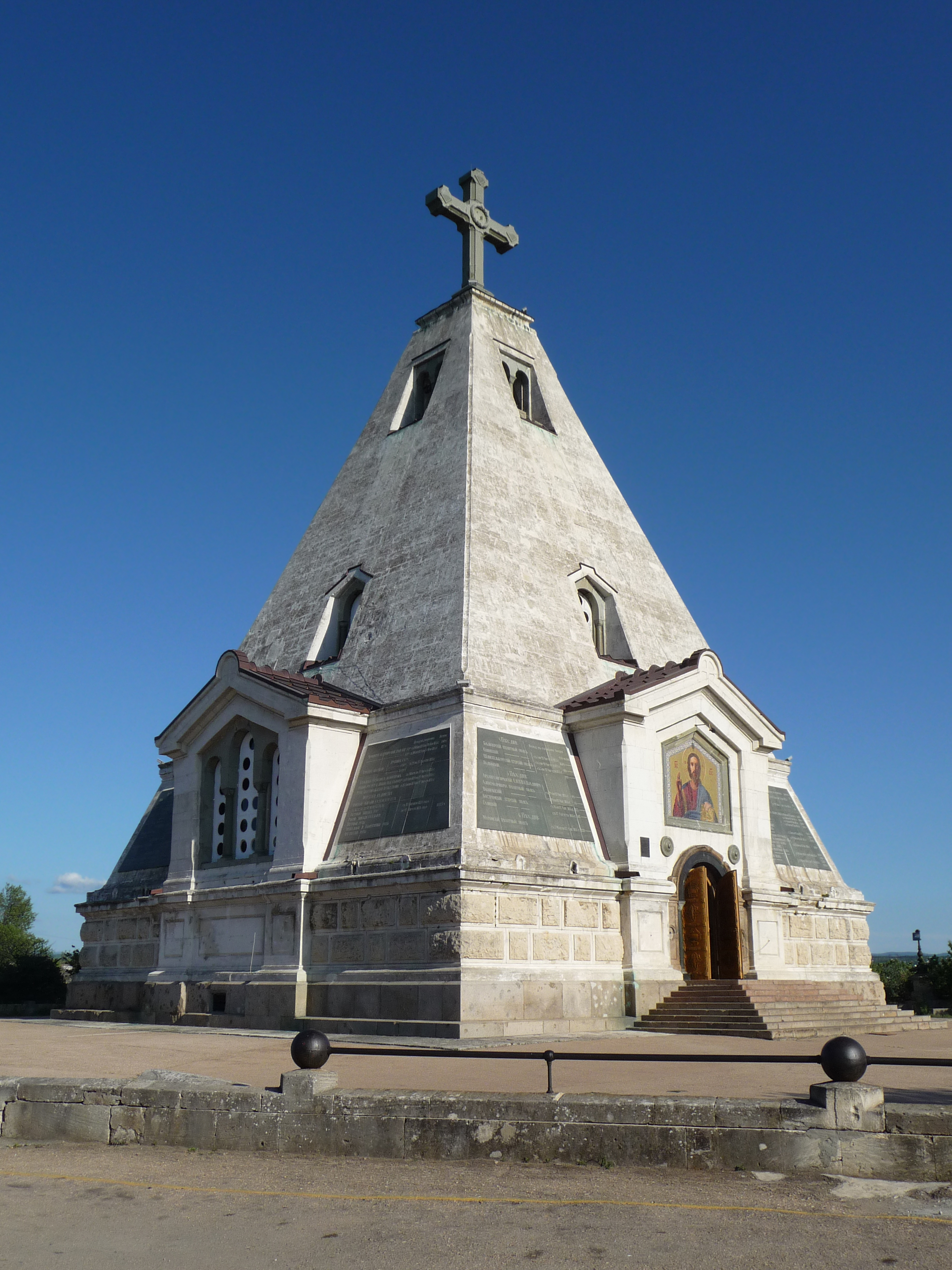
La iglesia ortodoxa rusa de San Nicolás en la colina del cementerio.

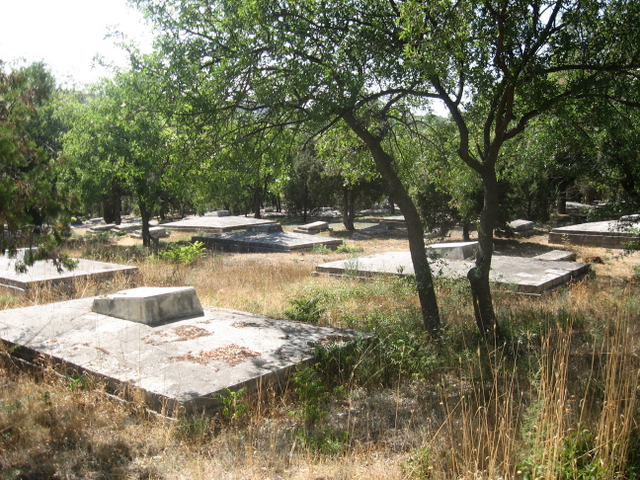
Fosas comunes.

Cementerio de la Confraternidad (en tártaro de Crimea: Qardaş mezarlığı; en ucraniano: Братське кладовище на Північній стороні; en ruso: Братское кладбище на Северной стороне) es un monumento у cementerio militar de la época del Imperio ruso ubicado en la ladera sur de una colina situada al norte de la ciudad de Sebastopol, Crimea. Durante el primer Sitio de Sebastopol, las fuerzas rusas sufrieron gran cantidad de bajas, pero la zona norte fue la más castigada. A finales de septiembre de 1854, por orden del vicealmirante Vladímir Kornílov, se erigió el camposanto destinado a sepultar a los combatientes rusos caídos en las batallas.
En 1856, poco después de finalizar la guerra de Crimea, se decidió mantener las tumbas de los soldados y así fijar el cementerio militar. Pero el problema era el gasto que supondría el mantenimiento. Los oficiales y algunos soldados que participaron en la defensa de Sebastopol decidieron recaudar fondos para mejorar los cementerios. La iniciativa fue respaldada por el ministro de Guerra.
Cuando los Oficiales de la Marina, que perdieron a numerosos amigos durante la batalla, se enteraron de las medidas que se adoptaron también la apoyaron y recolectaron donaciones de los comandos navales.
En 1857, se recibieron donaciones de todas partes de Rusia. Ayudaron tanto oficiales como soldados de menor rango. Y aunque recaudaron pequeñas contribuciones (de 5 a 50 centavos de dólar), en conjunto fue una cantidad significativa. Meses después se elaboró un proyecto para cercar el cementerio y construir una capilla, pero la construcción de una iglesia no prosperó y sólo se realizó el cercamiento. En junio se aprobó la edificación de la capilla por el arquitecto Alekséi Avdéyev.
En 1870, se construyó la iglesia de San Nicolás y gracias a esta construcción, el arquitecto Avdéyev fue galardonado con un título académico de arquitectura.
En el cementerio están ubicadas 130 tumbas individuales y 472 fosas comunes en las cuales hay entre 50 y 100 cuerpos en cada una. Las fosas se construyeron antes de dichas batallas y en ellas se encuentran los soldados de menor rango.
Aquí están sepultados:
- Eduard Ivanovich Totleben, jefe de las tropas rusas de ingenieros, héroe de la defensa de Sebastopol.
- Stepan Alexandrovich Khruliov, uno de los comandantes de la defensa, héroe de la defensa de Sebastopol.
- Mijail Dmitriyevich Gorchakov, uno de los comandantes de la defensa.